# Chajim Nachman Bialik
Chajim Nachman Bialik (hebrejsky: חיים נחמן ביאליק‎; leden 1873, Volyň, Ukrajina, tehdy Ruské impérium – 4. července 1934, Vídeň, Rakousko) byl židovský básník píšící v hebrejštině a jidiš. Bialik je považován za jednoho z největších a nejvlivnějších hebrejských básníků a za izraelského národního básníka.

## Biografie

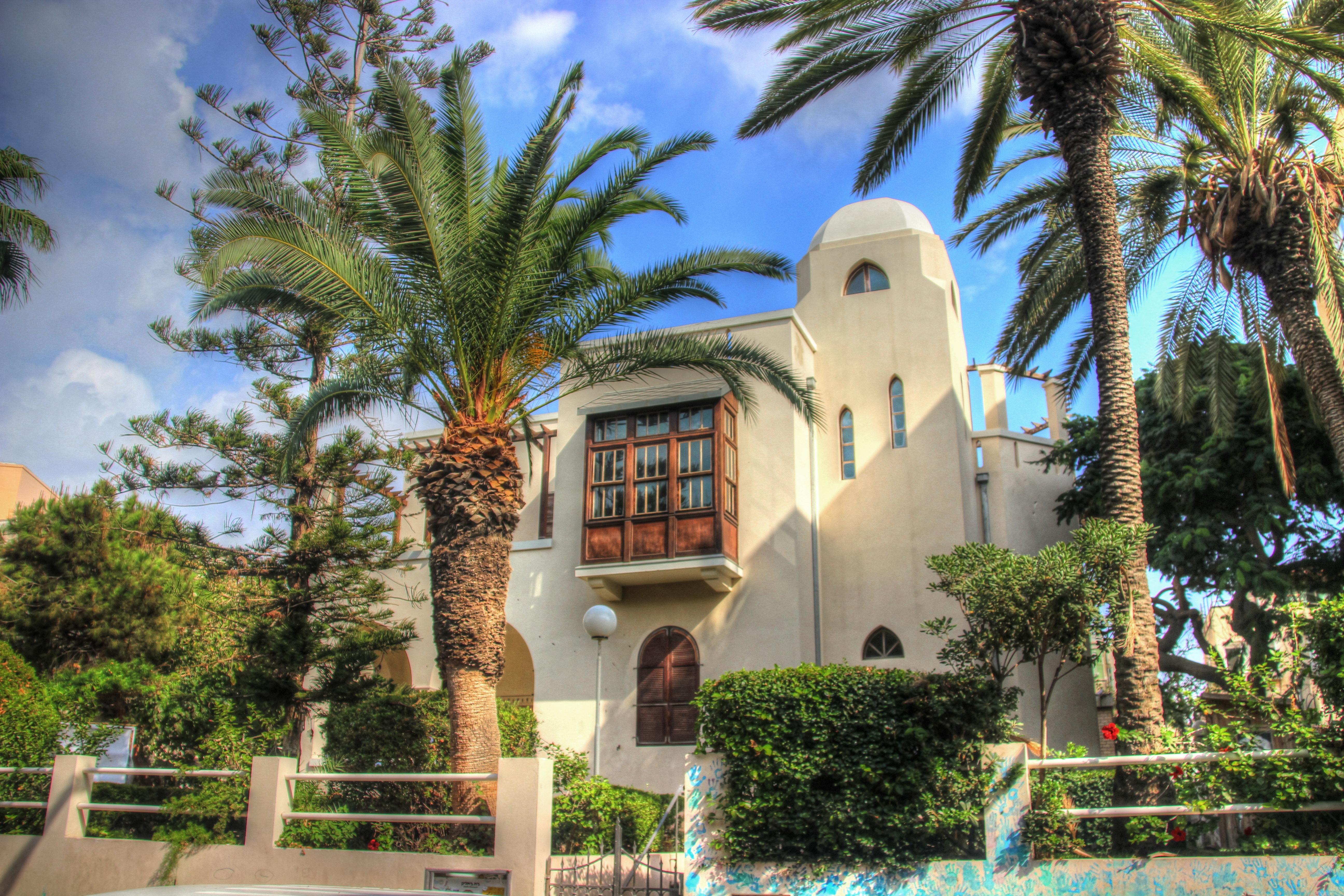
Bialikův dům (nyní muzeum) v Tel Avivu (1925-1926)

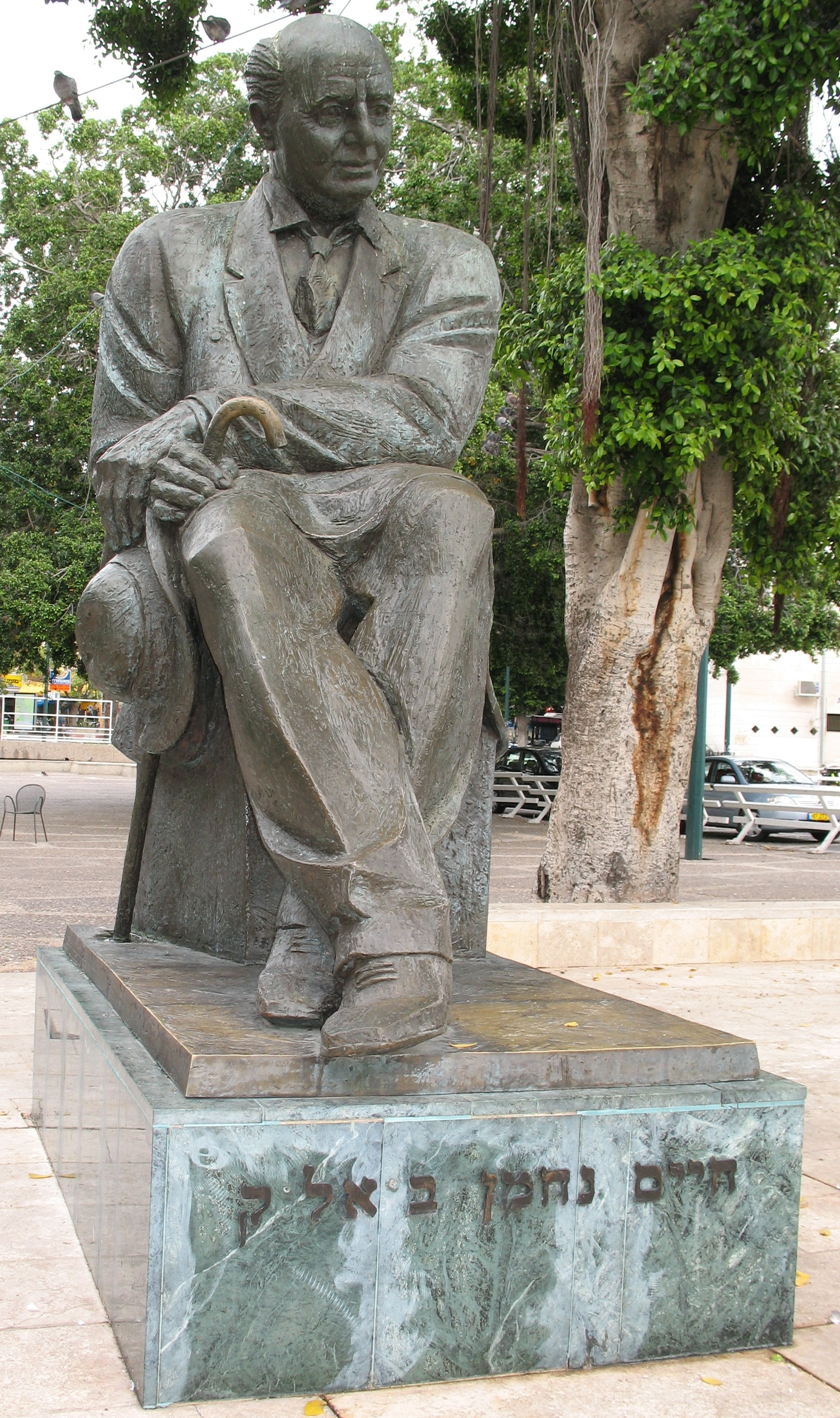
Bialikův pomník v Ramat Ganu

Bialik se narodil ve vesnici Rady nebo Ivnycja nedaleko Žytomyru ve Volyni, v rodině učence a obchodníka Jicchaka Josefa Bialika. V roce 1879 se rodina přestěhovala do Žytomyru, kde si Balikům otec otevřel pohostinství a krátce nato zemřel. Pohled na otce, který se musel ponižovat tím, že obsluhoval opilé zákazníky Bialika hluboce poznamenal – jeho zážitky vyplavaly na povrch v básnických sbírkách Širati (Moje báseň) a Jatmut (Opuštěnost). Do výchovy si malého Chajima vzal jeho ortodoxní děda Jaakov Moše Bialik. V patnácti letech začal Chajim studovat na voložinské ješivě. Jeho učitelem byl známý učenec rabi Naftali Cvi Jehuda Berlin.

### Oděsa
Bialika však přitahoval svět židovského osvícenství – haskaly. V osmnácti letech opustil ješivu a přestěhoval se do Oděsy, která byla tehdy působištěm židovských osvícenců, jakými byli Mendele Mojcher Sforim a Achad ha-Am. Bialik začal studovat němčinu a ruštinu a na živobytí si přivydělával výukou hebrejštiny. Snil o možnosti studia v berlínském rabínském semináři. V té době (1892) napsal svoji první báseň El ha-cipor  (Ptákovi), kterou se dodnes učí nazpaměť děti v izraelských školách. Báseň vyjadřuje autorovu tužbu po daleké domovině - Sijónu. Vydání této básně ve sborníku ha-Pardes ulehčilo Bialikovi přístup do oděských literárních kruhů. Spřátelil se i s Achadem ha-Amem, který měl velký vliv na jeho sionistický světonázor, a stal se členem jedné z prvních sionistických organizací Chovevej Cijon. Ve svých básních, jako například ha-Matmid  (Student talmudu, 1898), Bialik navzdory tomu vyjadřoval ambivalentní vztah ke světu ortodoxního judaismu: u studentů Talmudu obdivoval jejich oddanost studiu, na druhé straně však nedokázal skrýt pohrdání omezeností jejich světa.
V roce 1892 se Bialik narychlo vrátil do Žytomyru, aby jeho děda nezjistil, že už delší dobu nepokračuje ve studiu na ješivě, kterou mezitím otevřeli. Dědu zastihl na smrtelné posteli. Po jeho smrti (1893) se oženil s Maňou Averbuchovou a začal pracovat jako účetní u svého tchána prodávajícího dřevo v Korostyšivě nedaleko Kyjeva. Po neúspěších v této oblasti se roku 1897 přestěhoval do města Sosnovec u pruských hranic. Tam pracoval jako učitel hebrejštiny a přivydělával si jako obchodník s uhlím. Provinční život ho však dusil. V roce 1900 se mohl konečně odstěhovat zpět do Oděsy, kde získal místo učitele.
Následujících dvacet let je považováno za Bialikovu „zlatou éru.“ Byl aktivní v oděských sionistických a literárních kruzích a jeho spisovatelská sláva byla na vzestupu. Roku 1901 vydal ve Varšavě svoji první básnickou sbírku, kterou si u kritiků vysloužil pojmenování „básník národní obnovy.“ Od roku 1904 pracoval šest let ve Varšavě jako redaktor časopisu ha-Šiloach, který založil Achad ha-Am.
V roce 1903 vyslala Bialika oděská Židovská historická komise, aby vyslechl lidi, kteří přežili Kišiněvské pogromy (odehrály se v roce 1903 a padlo jim za oběť asi 70 Židů a několik set jich bylo zraněných). Tímto pobytem byla inspirována dvě díla: báseň Al ha-šechita (O jatkách, 1903) a poéma Be-ir ha-harega (V městě zabíjení, 1904). V roce 1909 navštívil Palestinu.

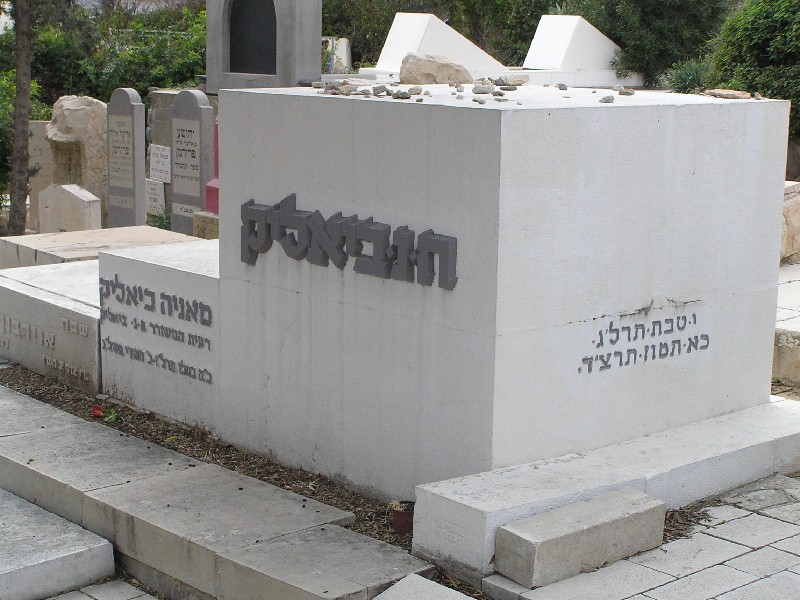
Bialikův hrob

Začátkem 20. století byl Bialik spoluzakladatelem vydavatelství Moria, které vydávalo hebrejskou klasiku a učebnice. Do hebrejštiny přeložil významná díla evropské literatury, jako například Julia Caesara od Williama Shakespeara, Schillerova Viléma Tella, Cervantesova Dona Quijota a básně Heinricha Heina.
Bialik žil v Oděse až do roku 1921, kdy sovětské úřady zavřely vydavatelství Moria. 

### Berlín
Po intervenci Maxima Gorkého získalo několik židovských spisovatelů povolení opustit zemi. Bialik se usadil v Berlíně, kde spolu s několika přáteli založil vydavatelství Dvir. V roce 1924 se spolu s vydavatelstvím přestěhoval do Tel Avivu. Okamžitě se z něho stala oslavovaná literární osobnost. 

### Tel Aviv
V roce 1925 přednesl projev při slavnostním otevřením Hebrejské univerzity na hoře Scopus a usadil se v Tel Avivu, kde si dal nedaleko moře postavit dům s věží, který v současnosti slouží jako jeho památník a muzeum. V roce 1927 se stal předsedou Unie hebrejských spisovatelů. Oslavy jeho šedesátin v roce 1933 se proměnily v celonárodní svátek, jehož součástí bylo i setkání básníka s telavivskými studenty.
Bialik zemřel roku 1934 ve Vídni na následky nevydařené operace prostaty. Je pohřben na Trumpeldorově hřbitově v Tel Avivu.